# Чернобров Юлія Анатоліївна
Юлія Анатоліївна Чернобров  (нар. Біла Церква, Київська область) - український мовознавець, голова Національної комісії зі стандартів державної мови, кандидат філологічних наук. З 1 листопада 2016 року по 10 березня 2020 року молодший науковий співробітник Відділу граматики та наукової термінології Інституту української мови НАН України.

## Біографія
Народилась у місті Біла Церква Київської області. 2007 року закінчила Київський славістичний університет  за спеціальністю англійська мова та література,  викладач української мови та літератури.
У 2010–2013 роках асистент кафедри філології і психології Білоцерківського національного аграрного університету.
2013 року поступила в аспірантуру Інституту української мови НАН України, яку закінчила 2016 року. 2017 року захистила дисертацію на здобуття наукового ступеню кандидат філологічних наук "Формування синтаксичної термінології в українському мовознавстві: XIX – перша половина XX ст." Науковий керівник кандидат філологічних наук Казимирова Ірина Андріївна. З 1 листопада 2016 року по 10 березня 2020 року молодший науковий співробітник Відділу граматики та наукової термінології Інституту української мови НАН України.
Розпорядженням Кабінету Міністрів України від 15 січня 2020 року № 17-р Чернобров Юлія Анатоліївна призначена членом Національної комісії зі стандартів державної мови строком на шість років. 5 жовтня 2023 року обрана Головою комісії. Цьому передувала хвиля критики ухваленого комісією переліку населених пунктів, назви яких не відповідають правописним, словотвірним та словозмінним нормам державної мови або стосуються російської імперської (колоніальної) політики, в який комісія включила ряд невідповідних населених пунктів, зокрема Запоріжжя, Красне та дисциплінарне провадження стосовно Голови, заступника Голови та членів Національної комісії зі стандартів державної мови.
У науковому доробку понад 40 наукових і навчально-методичних праць.